# Hódmezővásárhely környéki és csanádi-háti puszták
Hódmezővásárhely környéki és csanádi-háti puszták este o arie protejată (arie specială de conservare — SAC, sit de importanță comunitară — SCI) din Ungaria întinsă pe o suprafață de 16.419,46 ha, integral pe uscat.

## Localizare
Centrul sitului Hódmezővásárhely környéki és csanádi-háti puszták este situat la coordonatele 46°28′59″N 20°35′17″E / 46.483056°N 20.588056°E.

## Înființare
Situl Hódmezővásárhely környéki és csanádi-háti puszták a fost declarat sit de importanță comunitară în mai 2004 pentru a proteja 2 specii de plante și 10 specii de animale. Situl a fost protejat și ca arie specială de conservare în februarie 2010.

## Biodiversitate
Situată în ecoregiunea panonică, aria protejată conține 3 habitate naturale: Stepe și mlaștini sărate panonice, Pajiști stepice panonice pe loess, Pajiști aluvionare inundabile, de Cnidion dubii.
La baza desemnării sitului se află mai multe specii protejate:
- plante (2): Cirsium brachycephalum, Marsilea quadrifolia
- amfibieni (2): buhai de baltă cu burta roșie (Bombina bombina), triton cu creastă dobrogean (Triturus dobrogicus)
- mamifere (3): vidră de râu (Lutra lutra), dihor de stepă (Mustela eversmanii), popândău (Spermophilus citellus)
- nevertebrate (2): Catopta thrips, Isophya costata
- pești (2): țipar (Misgurnus fossilis), boarță (Rhodeus sericeus amarus)
- reptile (1): țestoasa de baltă (Emys orbicularis)

Pe lângă speciile protejate, pe teritoriul sitului au mai fost identificate 8 specii de plante, 5 specii de amfibieni, 1 specie de nevertebrate, 1 specie de reptile.